# شهباز هنست
شهباز هنست (نام علمی: Accipiter henstii) یک گونه پرنده شکاری از خانواده بازان است. این پرنده بزرگ و روزگرد بومی جزیره ماداگاسکار است. این یک گونه جنگلی است که بنا بر جبر محیط، در تراکم بسیار کم در جزیره وجود دارد و به ندرت دیده شده و تنها می‌تواند جنگل‌های اولیه و ثانویه موجود در جزیره را اشغال کند. زیستگاه‌های طبیعی آن جنگل‌های خشک نیمه‌گرمسیری یا گرمسیری، جنگل‌های دشت مرطوب نیمه‌گرمسیری یا گرمسیری، جنگل‌های کوهستانی مرطوب نیمه‌گرمسیری یا گرمسیری و کشت کلان است.
این گونه توسط از دست دادن زیستگاه در ماداگاسکار تهدید می‌شود.

## ویژگی‌های ریخت‌شناسی
شهباز هنست یک شکارچی بزرگ جنگلی با طول بدن ۵۲ تا ۶۲ سانتیمتر (۲۰ تا ۲۴ اینچ). طول بال‌های گستره بین ۸۶ و ۱۰۰ سانتیمتر (۳۴ و ۳۹ اینچ). تفاوت اندازه قابل توجهی بین نر و ماده وجود دارد، با وزن نرها ۶۰۹ گرم (۱٫۳۴۳ پوند) به‌طور متوسط و ماده‌های بزرگتر با وزن ۹۶۰ تا ۱٬۱۴۰ گرم (۲٫۱۲ تا ۲٫۵۱ پوند) به‌طور متوسط. این یکی از بزرگ‌ترین بازهای (Accipiter) جهان است که رقیب طرلان (شهباز شمالی) و شهباز مایری است.
بدن عمدتاً با پرهای خاکستری مایل به قهوه‌ای تیره پوشیده شده‌است که کاملاً نامشخص است، در حالی که زیرتنه رنگ روشن‌تری دارند و دارای طرح نواری هستند. رنگ نوجوانان متفاوت است و با داشتن لکه‌های قهوه‌ای بزرگ روی سینه و شکم قابل تشخیص است. یک ویژگی متمایز قوی، یک خط چشم کم رنگ روی سر تیره متضاد است. رنگ چشم‌ها و پاهای بلند این گونه زرد است.
در حین پرواز، شهباز هنست بال‌های گرد و دم بلند و نواری خود را به نمایش می‌گذارد. علاوه بر این، دمگاه رنگ‌پریده ممکن است برای کمک به شناسایی یک فرد در حال پرواز استفاده شود.

### تقلید
شهباز هنست ممکن است به راحتی با گونه‌ای شبیه به ظاهرش که در ماداگاسکار وجود دارد، عقاب مارخور ماداگاسکاری اشتباه گرفته شود. این گونه‌ها را می‌توان با استفاده از چند ویژگی کلیدی متمایز کرد. اندازه اول: شهباز هنست پرنده‌ای بسیار بزرگتر است. الگوی نواری موجود بر روی سینه شهباز هنست نیز متمایزتر از عقاب مار ماداگاسکاری است که دارای الگوی خاموش‌تری با رنگ‌های روشن‌تر است.

## آرایه‌شناسی
شهباز هنست گونه‌ای از سرده بازها (Accipiter) است. این گروه متنوع از پرندگان بیشتر دربرگیرنده شهبازها و بازگنجشکی‌ها است. این گروه از نظر ریخت‌شناسی متمایز هستند زیرا فاقد سوراخ پروکوراکوئید (یک سوراخ در پایه استخوان پروکوراکوئید) هستند. این سرده از خانوادهٔ بازان و راسته بازسانان است که با هم اکثریت پرندگان شکاری روزگرد را تشکیل می‌دهند.
این گونه برای اولین بار توسط هرمان اشلگل، پرنده‌شناس آلمانی (شاغل در موزه ملی تاریخ طبیعی در لیدن، هلند) در سال ۱۸۷۳ توصیف شد.
دو باز دیگر در جزیره ماساگاسکار وجود دارند: بازگنجشکی فرانسه و بازگنجشکی ماداگاسکار است که هر دو کوچکتر از شهباز هنست هستند.

## پراکندگی و زیستگاه
شهباز هنست به دلیل نیازهای زیستگاهی خاص در ماداگاسکار پراکندگی محدودی دارد. زیستگاه‌های ترجیحی شهباز هنست، جنگل‌های بارانی اولیه و گاهی اوقات جنگل‌های ثانویه هستند. با توجه به جغرافیای فیزیکی ماداگاسکار، این مناطق به شمال، غرب و شرق جزیره محدود شده‌اند و در بخش جنوبی وجود ندارند. بخش جنوبی جزیره شامل جنگل‌های خشک و خشک‌تر است که برای جست‌وجوی شکارچیان مناسب نیست. در نتیجه، پراکنش شهباز هنست از زیستگاه جنگلی ترجیحی آن پیروی می‌کند و در بخش جنوبی جزیره یافت نمی‌شود. جنگل‌های اولیه ماداگاسکار را می‌توان به عنوان جنگل برگ‌ریز خشک و همیشه سبز مرطوب طبقه‌بندی کرد که هر دو توسط شهباز هنست اشغال شده‌اند.
گونه Accipter henstii به عنوان یک گونه جنگلی اجباری شناخته می‌شود، به این معنی که به زیستگاه جنگلی متکی است. این یک مشکل است، زیرا این زیستگاه‌ها به دلیل توسعه در منطقه به سرعت در حال از بین رفتن هستند. با این حال، در مزارع اکالیپتوس منطقه دیده شده‌است و ممکن است از این مزارع برای تکمیل زیستگاه از دست‌رفته استفاده کند.
در این محدوده، به عنوان یک گونه نادر شناخته شده‌است که در تراکم‌های کم، اما در تمام جنگل‌های غیرخشک وجود دارد. محدوده تخمینی وقوع تقریباً ۶۷۳۰۰۰ کیلومتر مربع، با دامنه وقوع عمودی از سطح دریا تا ۱۸۰۰ متر بالاتر از سطح دریا است. به عنوان یک شکارچی برتر، نیاز به منطقه وسیعی برای جستجوی غذا ضروری است، که توضیح می‌دهد که چرا این گونه در تراکم کم حضور دارد.

## رفتار
این شهباز عمدتاً از یک سکوی پنهان در جنگل شکار می‌کند و به ندرت بالای تاج پوشش اوج می‌گیرد.

### تولیدمثل
گونه شهباز هنست جفت‌های زادآور را تشکیل می‌دهد که به عنوان " تک‌همسر اجتماعی " شناخته می‌شوند؛ بنابراین، جفت‌های زادآور ممکن است مانند جفت‌های تک‌همسر به نظر برسند، اما این کار را فقط برای پرورش جوجه انجام می‌دهند و فعالانه به دنبال جفت‌های اضافی در کنار هم هستند. اطلاعات کمی در مورد روند نمایش‌های جنسی شهباز هنست، به جز نمایش "switchbacking" که توسط Safford و Duckworth دیده شده‌است، در دست است. این نمایش‌ها چرخش‌های سنجاق‌سری و نمایش‌های هوایی را تشکیل می‌دهند که به دنبال آن یک آواسازی متمایز تولید می‌شود. پس از جفت‌گیری، تخم‌گذاری در اکتبر تا نوامبر انجام می‌شود. ترجیح داده شده‌است که مکان‌های لانه در جنگل‌های بلند در نزدیکی یک مسیر آبی رخ دهد.
هر دو بالغ در ساختن لانه‌های بزرگ و حجیم در داخل شاخه‌های اصلی درختان شرکت می‌کنند. این لانه‌ها همچنین ممکن است در مزارع اکالیپتوس فوق‌الذکر موجود در جزیره ساخته شوند. تنها اندازه دسته‌تخم دیده‌شده ۲ تخم با ابعاد 57.0 x ۴۱٫۲ و 60.0 x ۴۲٫۷ میلی‌متر بوده‌است.
به نظر می‌رسد که شهباز هنست نوعی وفاداری به جایگاه را نشان می‌دهد، جایی که لانه سال قبل دوباره استفاده می‌شود یا آشیانه دیگری تنها چند صد متر دورتر از آشیانه اصلی ساخته شده‌است. وفاداری به جایگاه به احتمال زیاد با ویژگی زیستگاه آشیانه ترجیحی برای رخ دادن در جنگل‌های رشد قدیمی نزدیک آب توضیح داده می‌شود.

#### شکار لانه
اگرچه به عنوان یک شکارچی اوج در جنگل‌های بارانی ماداگاسکار شناخته می‌شود، شکار لانه در چندین جمعیت شهباز هنست دیده شده‌است. پس از حاملگی، شهباز ماده لانه را برای مدت طولانی بدون مراقبت ترک می‌کند، در حالی که نرها فقط به صورت پراکنده به جوجه‌ها غذا می‌دهند، و لانه را در برابر حوادث شکار به دست بازسنقرها آسیب‌پذیر می‌سازد، جوجه‌هایی که در لانه‌های بدون مراقبت توسط یک بازسنقر در حال چرخش در چند موقعیت به سرعت کشته و مصرف می‌شوند.

### رژیم غذایی
شهباز هنست یک شکارچی ماهر در جنگل است که رژیم غذایی آن عمدتاً از پرندگان و پستانداران با اندازه متوسط تا بزرگ تشکیل شده‌است. با بینایی قوی، چنگال‌های خمیده بزرگ و منقار شکاری خمیده، جانوری درنده بسیار ماهر است. شکار از روی یک سکوی درخت مجزا یا از پرواز در کف جنگلی کم‌ارتفاع رخ می‌دهد. شهباز هنست در حین جست و جوی علوفه، تاج پوشش درختان را ترک نمی‌کند.
طعمه ترجیحی آن لمورها و طیوری هستند که در زیستگاه جنگلی اولیه وجود دارند. توانایی شکار لمورها، شهباز هنست را به بخش مهمی از شبکه غذایی ماداگاساری تبدیل می‌کند. شهباز هنست همچنین ترجیح گونه‌ای را نشان نمی‌دهد و طیف وسیعی از لمورها را نیز شکار می‌کند که از ۱۰۰ گرم تا ۴ کیلوگرم متغیر است؛ بنابراین شهباز هنست نقش مهمی در حفظ سلامت جمعیت در لمورها با کاهش فراوانی افراد بیمار و مسن و حفظ سلامت جمعیت آن‌ها ایفا می‌کند.

### آواسازی
ندای اصلی یک «انگ-انگ-انگ-انگ…» بلند و سریع است. این صداها در هنگام پرواز از طریق تاج پوشش درختان شنیده می‌شوند. با این حال، این نداها به ندرت شنیده می‌شود، زیرا هنست یک گونه پنهانکارتری است.
به جز فصل زادآوری، زمانی که شهباز هنست می‌تواند بسیار بلند آواز باشد صدایی مانند کی-کی-کی به منظور برقراری ارتباط با جنس مخالف از خود تولید می‌کند.

## حفاظت
ارزیابی توسط انجمن جهانی پرندگان در سال ۲۰۱۶، گونه شهباز هنست را به عنوان گونه آسیب‌پذیر در فهرست سرخ IUCN جای داده‌است. توجیه این وضعیت حفاظتی، اندازه جمعیت نسبتاً کوچک است که بین ۱۰۰۰ تا ۲۲۵۰ نفر تخمین زده می‌شود. با این جمعیت، تعداد بالغان زادآور ۶۷۰–۱۵۰۰ فرد تخمین زده می‌شود. تخمین زده می‌شود که این جمعیت به دلیل جنگل‌زدایی و اختلالات انسانی در حال کاهش باشد.
این گونه کاملاً پراکنده و برای اکثر بررسی‌ها گریزان است و بنابراین اندازه‌گیری دقیق جمعیت دشوار است. بررسی دقیق‌تر جمعیت کاهش یافته و به احتمال زیاد منجر به یک طبقه تهدید بالاتر خواهد شد.
شهباز هنست در چندین منطقه حفاظت‌شده در ماداگاسکار مانند پارک ملی رونومافانا و ذخیره‌گاه طبیعی محدود پارک ملی تسینگی د بماراها حضور دارد. دولت ماداگاسار متعهد شده‌است که از تنوع زیستی منحصر به فرد جزیره بیشتر حفاظت کند.